# Godod
Godod là một đô thị cấp bốn ở tỉnh Zamboanga del Norte, Philippines. Theo điều tra dân số năm 2000, đô thị này có dân số 15.139 người trong 2.877 hộ.

## Các đơn vị hành chính
Godod, về mặt hành chính, được chia thành 17 khu phố (barangay).
| - Baluno - Banuangan - Bunawan - Dilucot - Dipopor - Guisapong - Limbonga (Limboangan) - Lomogom - Mauswagon | - Miampic - Poblacion - Raba - Rambon - San Pedro - Sarawagan - Sianan - Sioran |